# What's Going On (альбом)
What's Going On — одинадцятий студійний альбом американського музиканта Марвіна Гея, представлений 21 травня 1971 року на лейблі Tamla Records (дочірньому лейблі компанії Motown).

## Передумови

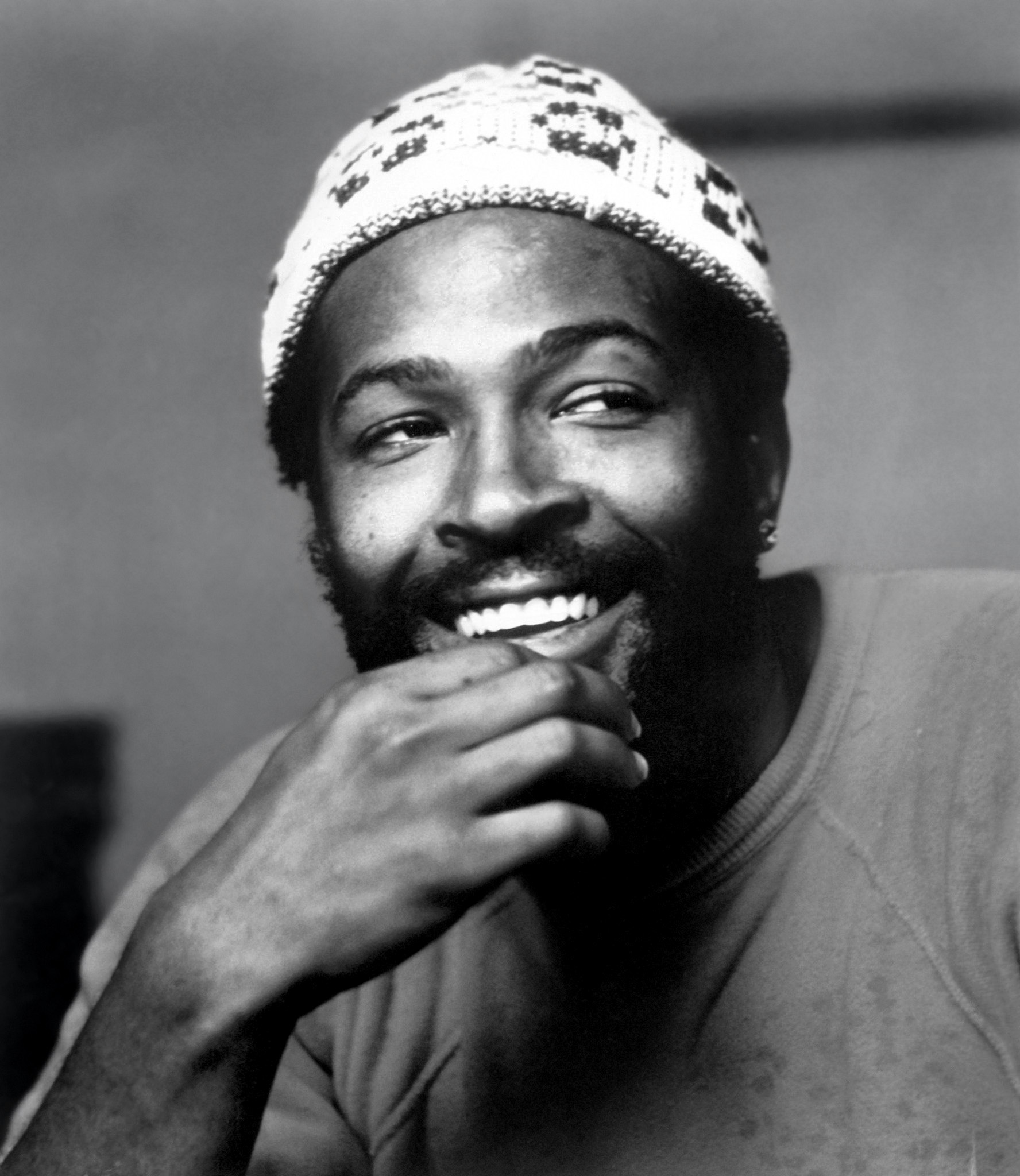
Фотографія Марвіна Гея 1973 року

На початку 1970-х основний напрямок музики афроамериканців був масовою сценою синглів. Кілька виконавців Motown, зокрема Supremes і Temptations, потрапили до 10 найкращих альбомів 60-х, але за винятком релізів Atlantic Records Арети Франклін (після «Respect») і серії хітів початку 60-х Рея Чарльза на ABC афроамериканці зазвичай не створювали класичних художніх висловлювань довжиною альбому нарівні з «Sgt. Pepper's Lonely Hearts Club Band» і «Blonde on Blonde» Боба Ділана.
Але світ змінився на початку 1971 року. Боротьба за свободу прийняла більш радикальний поворот із появою Black Power movement, the Chicano Movement, the Young Lords, the American Indian Movement.
Перший День Землі, 22 квітня 1970 року, привернув увагу до зародження екологічного руху в США. Тим часом антивоєнні активісти протестували проти призову, ескалації насильства та видовища мішків із трупами, які поверталися з В'єтнаму.
Музичний ландшафт США змінився разом із цими політичними, соціальними та економічними трансформаціями. Мистецтво та політика злилися на Вудстокському фестивалі 1969 року. Тим часом повідомлення, керовані Black Power, почали виходити з соулу та госпелу, розповсюджуватися лейблом Stax та іншими музикантами, такими як Ніна Сімон, Кертіс Мейфілд та Гіл Скотт-Герон, які різко критикували американський імперіалізм.

## Про альбом

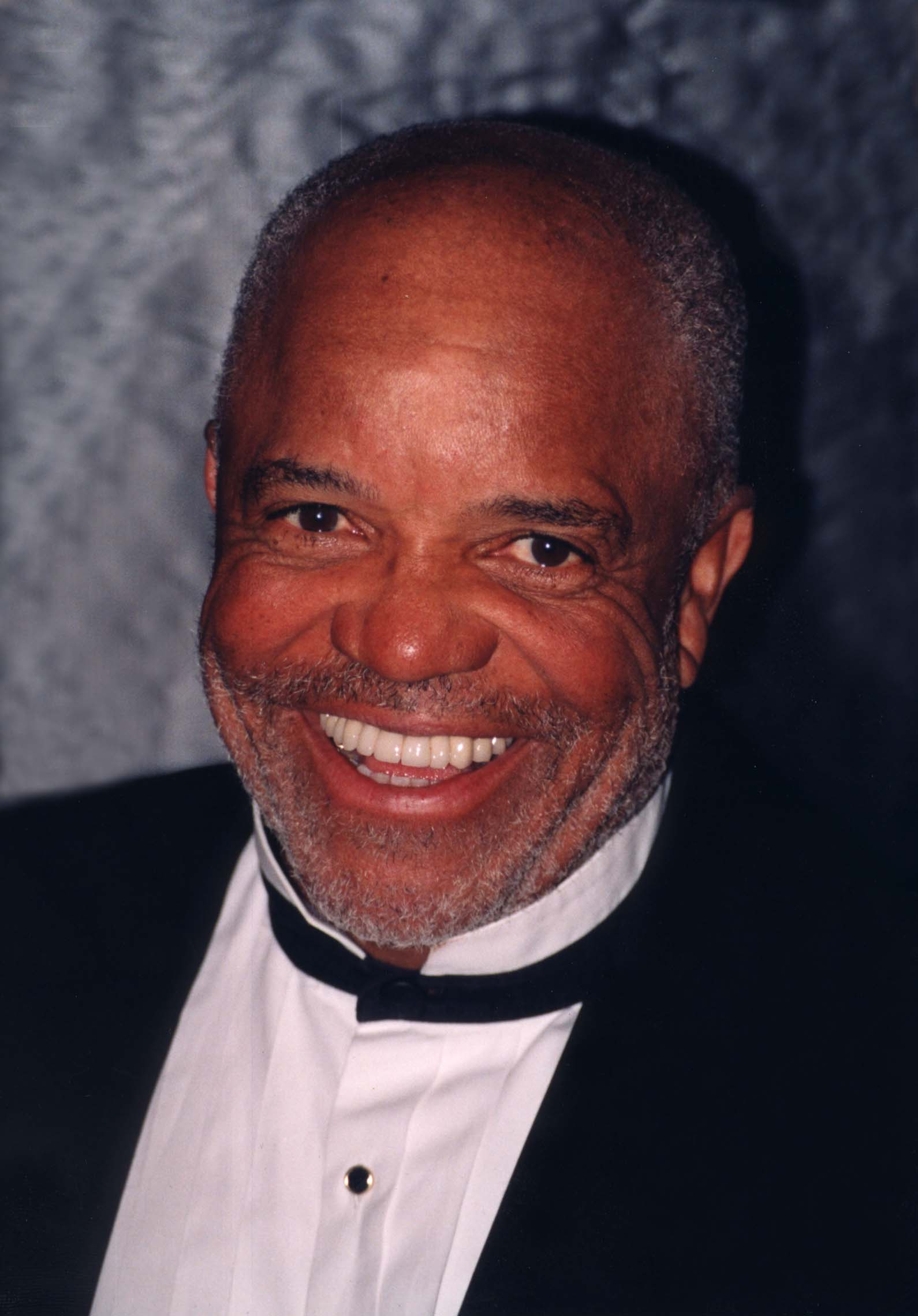
Беррі Горді, 12 березня 1998 року

Спершу з'явилася пісня «What's Going On» («Що робиться»). 17 січня 1971 року було випущено 100 000 синглів, а зразки розіслані до радіостанцій. Протягом чотирьох днів, після захоплених слів ді-джеїв по всій Америці, всі копії було розпродано, а ще 100 000 копій було надруковано після цього успіху.
Горді був приголомшений цією новиною та поїхав до Гея додому, щоб обговорити створення повного альбому. Він сказав Марвіну, що той може робити зі своєю музикою все, що забажає, якщо закінчить запис протягом 30 днів, до кінця березня. Це фактично дало тому право випускати власні альбоми. Гей повернувся до Хітсвілла, щоб записати альбом «Що робиться». На це він витратив всього десять робочих днів між 1 і 10 березня.
Оригінальний мікс альбому був записаний у Детройті в Хітсвіллі (ритм-треки альбому та звукові накладення) і «Золотому світі» (струнні, валторни, головні та фонові вокали), а також в студії «Об'єднані звукові системи». Запис був завершений 5 квітня 1971 року. Коли Горді прослухав мікс, він попередив Гея про потенціал альбому, який може відштовхнути основну базу фанатів, однак той відмовився змінити свою думку чи домовитися.
 Марвін та його інженери створили новий звуковий мікс для альбому на «Фабриці звуку» у Західному Голлівуді на початку травня, дещо ближче поєднавши оркестр із ритмічними треками. Хоча команда відділу контролю якості Motown побоювалася, що з альбому не буде випущено жодного іншого хіта через його стиль, де кожна пісня веде до наступної, Горді несподівано дозволив випустити цей мікс того місяця.
Альбом не був схожий ні на що видане раніше афроамериканською суперзіркою. Він забезпечив Гею місце як одного з провідних авторів музики на десятиліття.
Дев'ять треків «Що робиться» пов'язані між собою без пауз, як споглядання потоку свідомості. Це не привабливі трихвилинні поп-конфети, а радше пісні з музичною вишуканістю класичної сюїти, що включає струнні, духові інструменти, ліричні та музичні мотиви та експериментальне виробництво, у якому психоделічний соул поєднується зі стіною звучання Філа Спектора.
Гей вирішив кинути виклик собі та своїй аудиторії, розпочавши приголомшливе переосмислення музики, яке конкурувало з тим, що зробили The Beatles з «Rubber Soul» (1965). Гей, який колись мріяв стати чорним Френком Сінатрою, грунтовно змінив своє звучання та образ, створивши новий музичний персонаж-хамелеон, який перенесе його крізь 1970. Від «What's Going On» (1971) до «Let's Get It On» (1973), до «I Want You» (1976), до «Here, My Dear» (1978), жоден альбом Гея не звучав так як попередній. 
За десятиліття до того як ребрендинг став відомим, Гей використав його та репозиціонування для створення альбому. На додаток, «Що відбувається» змішав політичне та релігійне у спосіб, який не вдалося зробити жодному співаку з часів «A Change Is Gonna Come» (1964) Сема Кука. Дивлячись як всередину, так і назовні, Гей наважився на такі сфери, як соціальна справедливість, екологічна обізнаність, наркоманія, війна та віра.

## Композиції

### Огляд
- «What's Going On» / «Що робиться» — пісня була написана в 1970 році і випущена як сингл 20 січня 1971. Після того, як було продано 100 000 копій, Марвін уклав угоду про створення однойменного альбому.

- «What's Happening Brother» / «Що відбувається, брате» — другий трек в альбомі, і ви майже бачите «брата», про якого Марвін співає, ідучи вулицею, тусуючись з друзями — «Hey baby, what you know good?» (Гей, що ти добре знаєш?) — і, стоячи на розі, розповідає про те, як змінилося життя, поки він був на війні. «Вони все ще ходять туди, де ми ходили і танцювали?» «Чи виграє наш футбольний клуб, як думаєте, чи є у нього шанси?» «Не можу знайти роботу, не можу знайти роботу, мій друже. З грошима тяжче, ніж будь-коли». Слухаючи пісню сьогодні,[20] я згадую про солдатів, які повертаються додому з Іраку та Афганістану, які намагаються повернутися до життя, яке вони залишили. «Що робить вас часом щасливими, а часом сумними? Я хочу знати, тому що я трохи відстав».[21]

- «Flyin' High (In the Friendly Sky)» / «Літаючи високо (У дружньому небі)» бореться з болем героїнової залежності. Гей написав пісню разом зі своєю дружиною Анною[22] та Елджі Стовер,[23] але його проблеми із наркозалежністю лише зросли після 1971 року. 
Друга дружина Гея — Дженіс,[24] 17-річна донька Сліма Гайларда,[25] зустрла співака, якому тоді було 34 роки, під час створення альбому Let's Get It On 1973 року. Вона сказала, що настрій Гея ставав ще більш нестабільним і насильницьким, коли він почав регулярно «вільно використовувати кокаїн». Одного разу, під дією психоделічних грибів і кокаїну, він напав на неї. «Він узяв кухонний ніж і приставив його до мого горла», згадувала вона у своїх мемуарах.[26] «Я була скам'яніла, паралізована. Я думала, що все закінчилося».

- «Mercy Mercy Me (The Ecology)» / «Помилуй, помилуй мене (Екологія)», написана лише Гей, оплакувала екологічний кошмар «нафти, що витрачається на океан і наші моря, риби, повної ртуті та радіації під землею та в небо». Мур,[27] який грав із джазовим маестро Слімом Гайлардом у 1940-х роках, імпровізував солодке соло на тенор-саксофоні у композиції, тоді як гурт підтримки The Funk Brothers,[28] особливо басист Джеймс Джемерсон, заклав шиплячий грув.У грудні 1990 року Роберт Палмер поєднав пісню в попурі з хітом Гея 1976 року «Я бажаю тебе».[29]
Пісню виконали музиканти Ледісі[30] , Грейс Поттер[31] і Пі Джей Мортон[32] на церемонії вручення премії «Греммі» у 2021 році. Цей пророчий гімн про забруднення навколишнього середовища звучав актуально через півстоліття після того, як його було написано.

- «Save the Children» / «Збережіть дітей» стала продовженням послання пісні «Що робиться» про любов, цього разу, до дітей. Пізніше Марвін пожартував на нотах до альбому: «Не дозволяйте (цій пісні) на когось впливати». 
У неймовірно довгому першому куплеті, Марвін записав як розмовну декламацію пісні, так і вокальну версію, змішуючи два вокали разом — тихий вокал з одного боку та його виразний тенор з іншого.Хоча пісня не була випущена як сингл у Сполучених Штатах, її випустили як сингл[33] лейблом Tamla-Motown у Сполученому Королівстві, де вона досягла 41 позиції в чартах у грудні 1971 року. Пізніше Даяна Росс виконала версію цієї пісні в попурі з джазовою піснею «Brown Baby»[34] на її альбомі «Доторкнись до мене вранці»[35] 1973 року.

- «God Is Love» / «Бог — це любов».
 Перехід до пісні «Бог — це любов» виконується ідеально зі швидким фортепіано вниз, що одразу забезпечує бадьорий ритм пісні. Після піднесеного вальсу «Літаючи високо (У дружньому небі)» і болісних вигуків у «Збережіть дітей», лінивий післяобідній фанк перших двох мелодій повертається у спокутній хвалі. Тут стільки любові та надзвичайно щедре висловлювання віри, проспіване з музичним розслабленням, яке мало кому вдавалося до чи після Гея.
У цій пісні є радість, яку може оцінити навіть невіруючий у словах «І все, що Він просить від нас, о так, це ми даруємо одне одному любов». «Бог — це любов» на синглі тривала 2:50 — це приблизно вдвічі довше ніж пізніше в альбомі — 1:41. В альбомі 1979 року «Батьки, ми вас любимо»[36] пісня триває 3:14.

- «Right On» / «Якраз так» — фанк-латиноамериканський гібрид. 
Пісня змушує вас рухатися, а наприкінці вона повільно заманює вас у іншу, дуже духовну пісню, «Всесвятий». "Поєднання цих двох пісень нагадує мені суботній вечір давно, коли я гуляв до світанку. Перший трек — це вечірка, на якій я був, а другий — та повільна прогулянка додому з вечірки, під час якої я проходив повз членів громади, які йшли до церкви на недільну службу. Мій розум, у напівп'яному стані, постійно повторював: «Не придивляйся до звивань віруючих. Вони пробують тебе врятувати»[37]. Карлос Сантана записав версію пісні — «Saja/Right On» — у свєму альбомі Milagro 1992 року з вокалом Ларрі Грема.

- «Wholy Holy» / «Всесвятий» — молитва однієї людини, сповнена тихого споглядання. По суті, у цій повільній, але зворушливій баладі Гей проповідує про єдність і подолання перешкод, що стають на шляху. Гей сам співає фоновий вокал, слугуючи його власним закликом і відповіддю, одночасно сумніваючись та сверджуючи свою віру. 
«Ісус пішов давно, сказав, що повернеться», — співає він, додаючи: «Він залишив нам книгу, у яку ми віримо / У ній ми маємо багато чому навчитися / О, так». Продовжуючи сприяти силі єдності, якщо ми справді «святі», то «ми можемо розгойдати фундамент світу (так, ми можемо)». Зрештою, немає сумніву, що святість не є безтілесним священним станом. Це стає очевидним, коли люди збираються разом і вірять один в одного. Один із найбільш зворушливих моментів відбувається, коли Гей заявляє: «Ми проголошуємо любов, наше спасіння»
 Пісня «Всесвятий» була додана до синглу «Блюз внутрішнього міста» на стороні В.Арета Франклін зробила своє знамените виконання пісні[38] з госпел-хором в 1972 році. 
Мевіс Стейплз[39] виконанав пісню на «Шоу Косбі»[40] в 1990 році.

- «Inner City Blues (Make Me Wanna Holler)» / «Блюз внутрішнього міста (Змусь мене хотіти кричати або плакати)» розповідає про міську бідність, економічну нерівність, війну та поліцейське насильство.  Пісня стала ще одним синглом на додаток до синглів «Що робиться» та «Помилуй, помилуй мене (Екологія)». У своїх примітках до тексту Гей зазначив: «Також дякую Джеймсу Ніксу,[41] джентльмену та вченому (я, очевидно, не вчений)», автору пісень, який також працював двірником і оператором ліфта в офісах Motown. Гей написав мелодію для «Блюзу внутрішнього міста», а Нікс придумав текст про «незаможних» Америки, побачивши газетний заголовок про «внутрішнє місто» Детройта. "Я сказав: «Блін, це все. Блюз внутрішнього міста».У свої вісімдесят Нікс заробляв солідні гонорари за численні приклади його слів у записах репу та R&B.

### Список
| Сторона 1 | Сторона 1                                                               | Сторона 1                                      | Сторона 1  |
| #         | Назва                                                                   | Автор                                          | Тривалість |
| --------- | ----------------------------------------------------------------------- | ---------------------------------------------- | ---------- |
| 1.        | «What's Going On» (Що робиться)                                         | Marvin Gaye Al Cleveland Renaldo "Obie" Benson | 3:53       |
| 2.        | «What's Happening Brother» (Що відбувається, брате)                     | Gaye James Nyx Jr.                             | 2:43       |
| 3.        | «Flyin' High (In the Friendly Sky)» (Літаючи високо (У дружньому небі)) | Gaye                                           | 3:49       |
| 4.        | «Save the Children» (Збережіть дітей)                                   | Gaye Cleveland Benson                          | 4:03       |
| 5.        | «God Is Love» (Бог — це любов)                                          | Gaye Anna Gaye Elgie Stover Nyx                | 1:41       |
| 6.        | «Mercy Mercy Me (The Ecology)» (Помилуй, помилуй мене (Екологія))       | Gaye                                           | 3:16       |

| Сторона 2 | Сторона 2                                                                                                   | Сторона 2             | Сторона 2  |
| #         | Назва | Автор                 | Тривалість |
| --------- | --- | --------------------- | ---------- |
| 1.        | «Right On» (Якраз так)                                                                                      | Gaye Earl DeRouen     | 7:31       |
| 2.        | «Wholy Holy» (Всесвятий)                                                                                    | Gaye Benson Cleveland | 3:08       |
| 3.        | «Inner City Blues (Make Me Wanna Holler)» (Блюз внутрішнього міста (Змусь мене хотіти кричати або плакати)) | Gaye Nyx              | 5:26       |

### На додаток
Є принаймні два альбоми, що повторюють як альбом так і пісні.
- Еверетт Харп[42] записав «Що робиться» у 1997 році.[43] Він повністю переаранжував деякі пісні та зробив їх або більш госпел, або більш в стилі «м'який джаз» і навіть додав додаткову пісню — «Блюз внутрішнього міста — Реприза»

- Dirty Dozen Brass Band[44] випустили «Що робиться»[45] у 2006 році. 
На рішення The Dirty Dozen Brass Band перезаписати альбом Гея вплинув ураган Катріна, реакція уряду на шторм і триваюча війна в Іраку.

## Чарти
| Чарт (1971)                                 | Найвища позиція |
| ------------------------------------------- | --------------- |
| США — Білборд, Найкращі R&B/Hip-Hop альбоми | 1               |
| США — Білборд 200, популярні альбоми        | 6               |
| Канадський журнал RPM — позиція альбомів    | 37              |

| Чарт (1971)                                 | Позиції |
| ------------------------------------------- | ------- |
| США — Білборд, Найкращі R&B/Hip-Hop альбоми | 3       |
| США — Білборд 200, популярні альбоми        | 52      |
| Чарт (1972)                                 | Позиції |
| США — Білборд, Найкращі R&B/Hip-Hop альбоми | 27      |

## Фільми та відео
- «Що робиться — життя і смерть Марвіна Гея» (також відомий як Marvin Gaye: What's Going On ["Марвін Гей: Що робиться"] в інших країнах).[52]
 Документальний фільм про Гея був спільним виробництвом Великобританії та PBS, режисером якого був Джеремі Марре, і вперше транслювався в 2006 році. Через два роки спеціальний серіал знову вийшов в ефір з іншою постановкою та новими інтерв'ю після того, як його повторно транслювали як спеціальний випуск «Американських майстрів»[53] (22 сезон, 3 серія).[54] 
 Було випущено кілька DVD в різних країнах у різний час.[55]

- Візуальний альбом,[56] створений до 50-річчя випуску виставлео на youtube 21 травня 2021 р. 
Відео отримало нагороду The Webby Awards у 2022 році у категорії відео.[57]

- 21 травня 2021 року Apple TV+ випустив серіал «1971: рік, коли музика змінила все».[58]
Перша серія названа «Що робиться?», а в анотації сказано: «Коли хвилювання 60-х років переростають у нове десятиліття, такі музиканти, як Марвін Гей і Джон Леннон, стають совістю культури».

## Спадок
Про вплив альбому через 50 років його виходу згідно Helligar, 2021.
Концептуальний альбом «Що робиться» був ключовим попередником R&B-альбомів як завершених, амбітно продуманих музичних заяв (від «Songs in the Key of Life» Стіві Вандера до «Sign o' the Times» Прінса до «Lemonade» Бейонсе), а не колекції потенційних синглів. Він також був попередником більш звукового авантюрного, лірично заплутаного та політично відвертого нео-соулу та альтернативного R&B.
«Що робиться» був не просто унікальним художнім досягненням; це відкрило для інших афроамериканців (та деяких білих) нові творчі можливості. Пізніше того ж року Айзек Гейз випустив «Чорний Мойсей», а Sly and the Family Stone випустили власну найдовшу музичну заяву «Бунт триває», альбом, назва якого була безпосередньо натхненна назвою «Що робиться». Джон Леннон записав «Imagine» приблизно через тиждень після релізу «Що робиться», і хоча колишній Бітлз уже торкався політичних тем у своїх сольних роботах, легко уявити як на нього вплинув і надихнув набіг Гея на суспільну свідомість. 
Наступного року колега Гея по лейблу Motown Стіві Вандер, як і Гей, візьме на себе творчий контроль над своєю кар'єрою та випустить «Книга вголос». Цей альбом закінчить його «засуху» в чарті альбомів (раніше тільки його синглам вдавалося потрапити в чарти) та розпочне «період класичних альбомів».
Альбом відкрив двері для інших авторів, як-от Лайонел Річі та Рік Джеймс, і проклав шлях для Прінса, щоб увірватися на сцену наприкінці 70-х років із чіткими музичними висловлюваннями, що поєднують сакральне та профанне і передбачають появу меседж-репу на початку 1980.
Сінді Лопер, Роберт Палмер і Анджела Вінбуш насолоджувалися хітами чартів із ремейками треків «Що робиться». Д'Анджело увірвався на R&B-сцену в 1995 році зі своїм альбомом «Коричневий цукор», де він звучав як реінкарнація Гея. The Strokes записали «Помилуй, помилуй мене» у 2011 для тридискової компіляції «Прямий ефір з нізвідки, том II». Нещодавня пісня року H.E.R. «Не можу дихати», яка отримала премію Греммі 2021, є прямим нащадком великого опусу Гея.
Одна з найбільш вражаючих речей у «Що робиться» — наскільки добре він постарів. Кертіс Мейфілд увійшов у суспільну свідомість майже за рік до того, як це зробив Гей, зі своїм дебютним сольним альбомом «Curtis» 1970 року, але, як і афроамериканська гордість — Джеймс Браун — це звучить повністю відповідно своєму часу. «Що робиться» є позачасовим у ліричному та музичному відношенні. Гей міг би випустити його сьогодні, і його мелодії були б доречними, а тексти на зразок «Злочинність зростає/ Тригерна поліція/ Паніка поширюється/ Бог знає, куди ми прямуємо» (з «Блюзу внутрішнього міста») зараз жалили б так само гостро, як і тоді.

## Учасники запису
«Що робиться» став першим альбомом, на котрому були вказані імена сесійних музикантів із Funk Brothers, основного студійного гурту Motown Records.

## Чарти
What's Going On став успішним як комерційно, так і у відношенні критиків, переживши випробовування часом і ставши класикою соулу початку 1970-х років. У США платівка піднялась до № 6 у чарті Billboard 200 і в грудні 1993 року отримала золотий статус від RIAA. У 2003 році диск зайняв № 6 у списку 500 найкращих альбомів усіх часів за версією журналу Rolling Stone. У 2020 році став найкращим альбомом у цьому списку.